# الکترونیک صنعتی (کتاب)
الکترونیک صنعتی کتابی از سیریل لندر با ترجمهٔ محمد باقر معتمدی‌نژاد، سید طاهر میرفاضلی، حسین شفیقی شهری است که در سال ۱۳۷۲ منتشر و در مراسم کتاب سال جمهوری اسلامی ایران به‌عنوان کتاب برگزیده معرفی شد.